# Famille Grubenmann
La famille Grubenmann est une famille suisse dont plusieurs membres sont de célèbres charpentiers, maîtres d'œuvre et ingénieurs civils au XVIIIe siècle, connus pour la construction de ponts en bois et d'églises.

## Historique

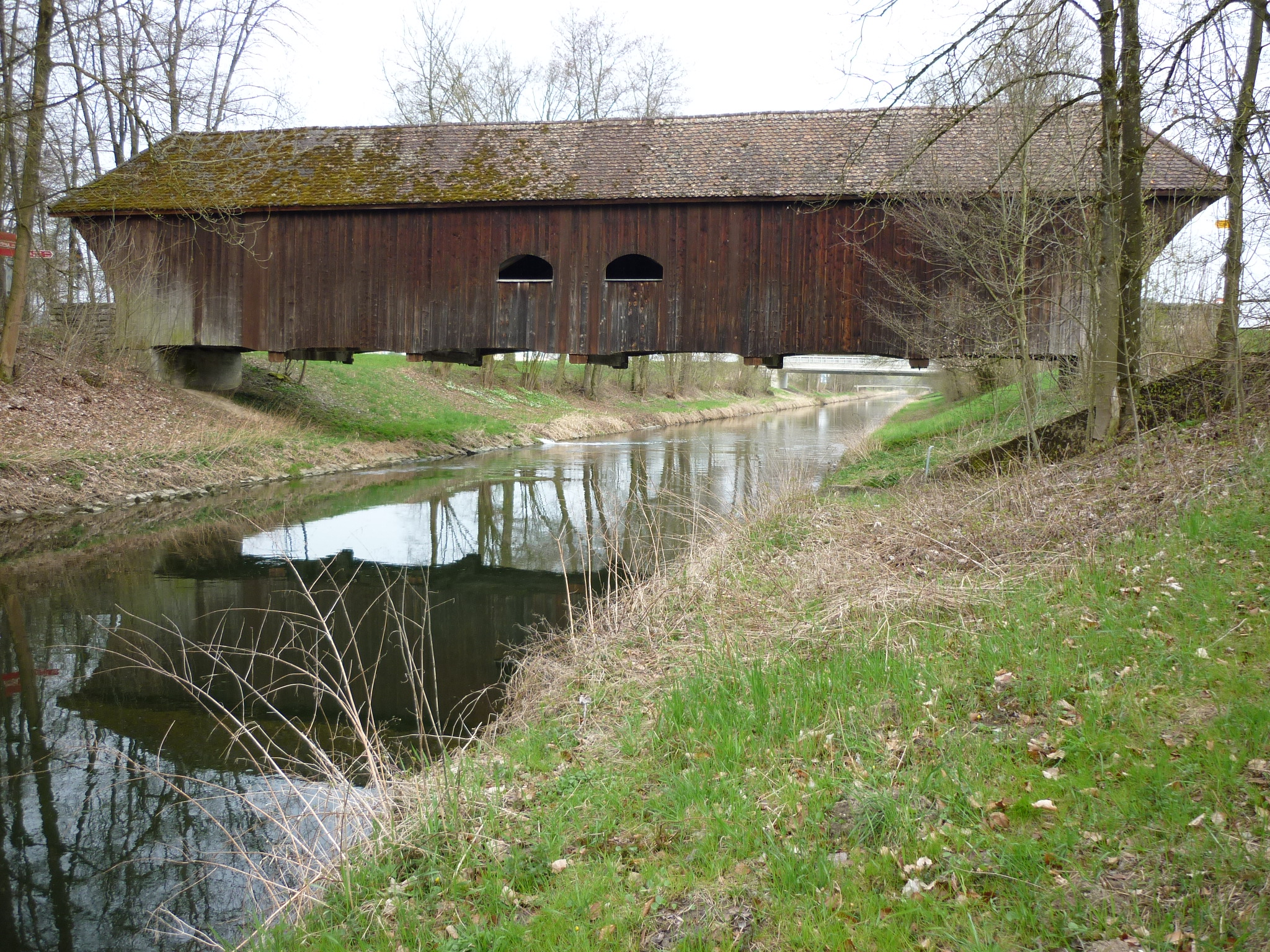
Pont de Rümlang sur la rivière Glatt

Les frères Grubenmann ont été les charpentiers du village de Teufen. Leurs principaux ouvrages connus sont :
- Le pont sur le Rhin à Schaffhouse franchissant le fleuve en deux travées de 52 et 59 mètres de portée, par Hans Ulrich, en 1757 ;
- Le pont de Reichenau d'une seule travée de 67 m, construit par Johannes en 1757 ;
- Le pont de Wettinghen, sur le Limmat, à Wettingen, d'une travée de 60 m et qui serait la première utilisation d'une véritable arche pour un pont en bois, construit par Hans Ulrich en 1778.

Peu de leurs ponts ont survécu. Ceux de Schaffhouse et Wettingen ont été brûlés par les troupes françaises pendant les guerres de la Révolution française, en 1799. Ces pont ont eu une grande influence pour ceux qui ont suivi grâce à une nouvelle combinaison d'arches et de poutres en treillis.
Parmi les ponts qui ont survécu :

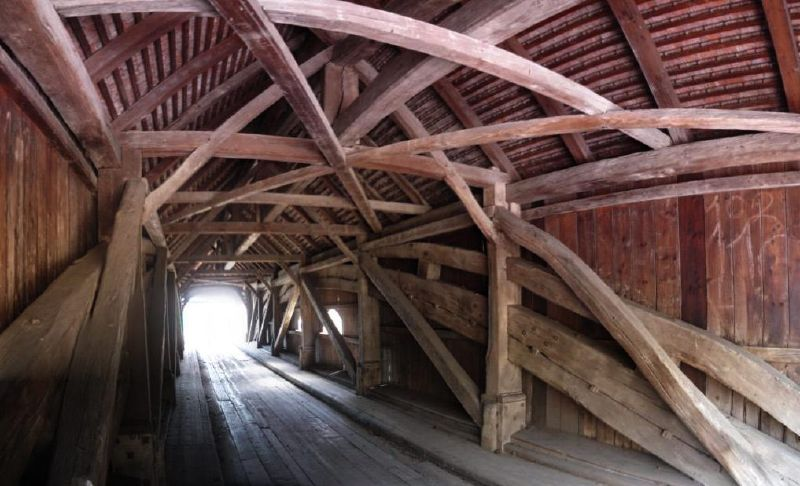
Intérieur du pont de Rümlang

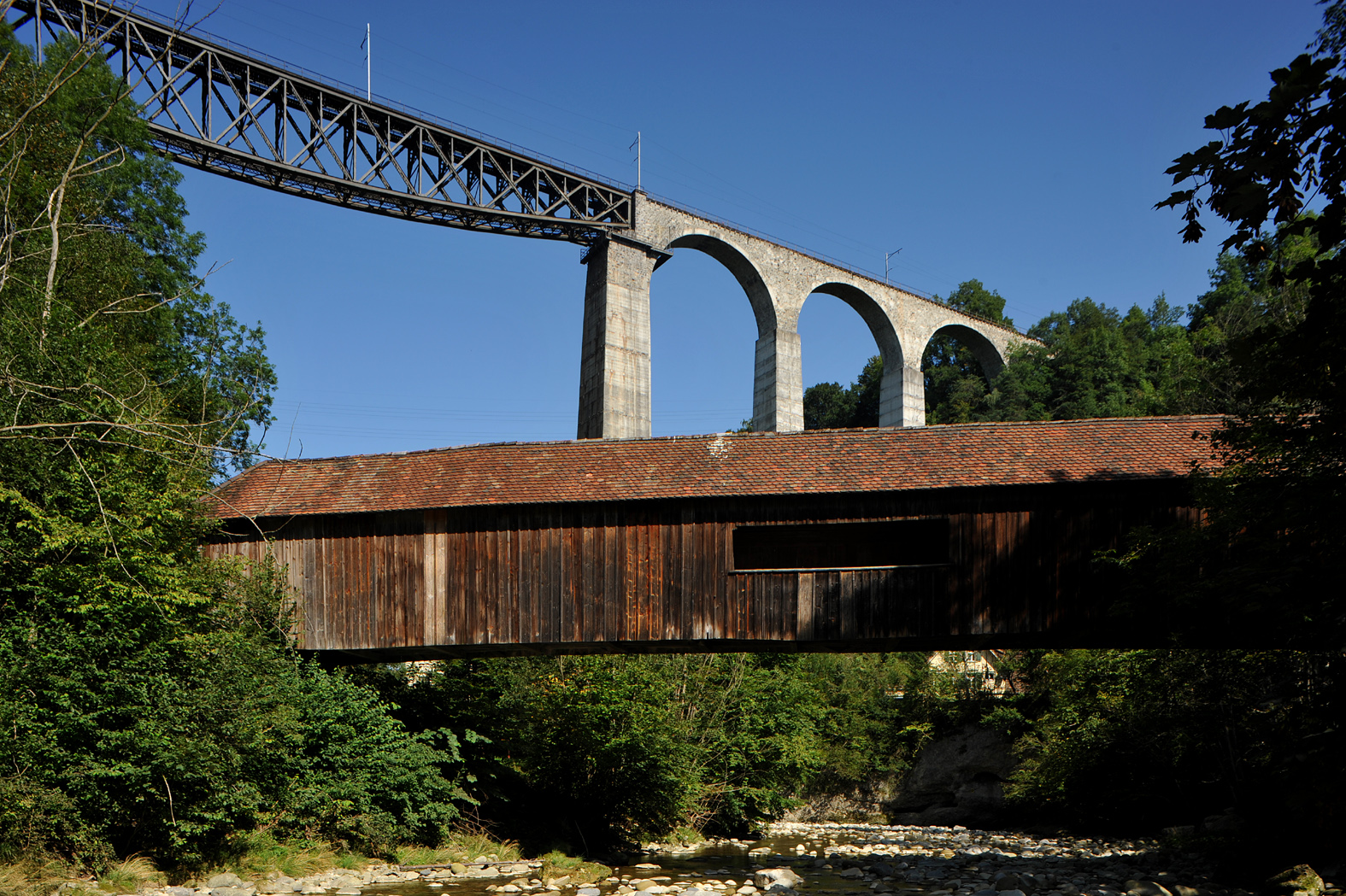
Kubelbrücke

- Pont de Rümlang, sur la rivière Glatt, Oberglatt, travée de 27,5 m, de Johannes, en 1767 ;
- Pont d'Hundwil, sur la rivière Urnäsch, Hundwil, travée de 30 m, construit par Hans Ulrich en 1778 ;
- Pont de Kubel, sur la rivière Urnäsch, Herisau, travée de 30 m, construit par Hans Ulrich en 1778.

La famille Grubenmann a aussi construit de nombreuses églises protestantes entre 1723 et 1784 et d'autres constructions profanes (maison, palais, ...).

## Personnalités

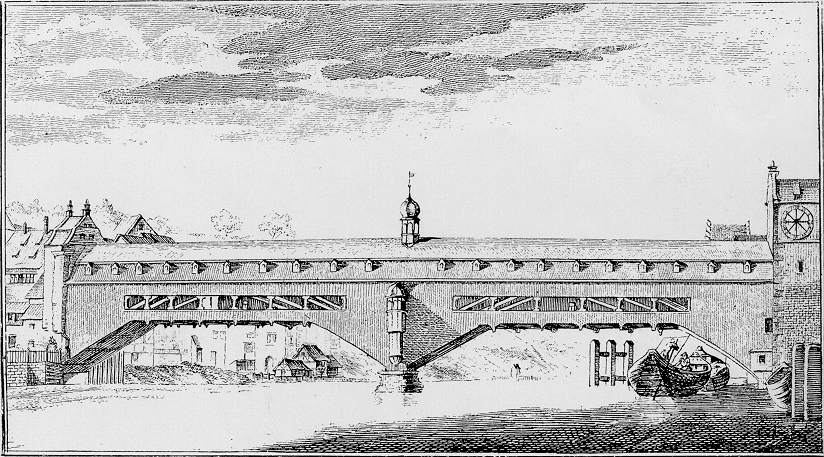
Pont de Schaffhouse

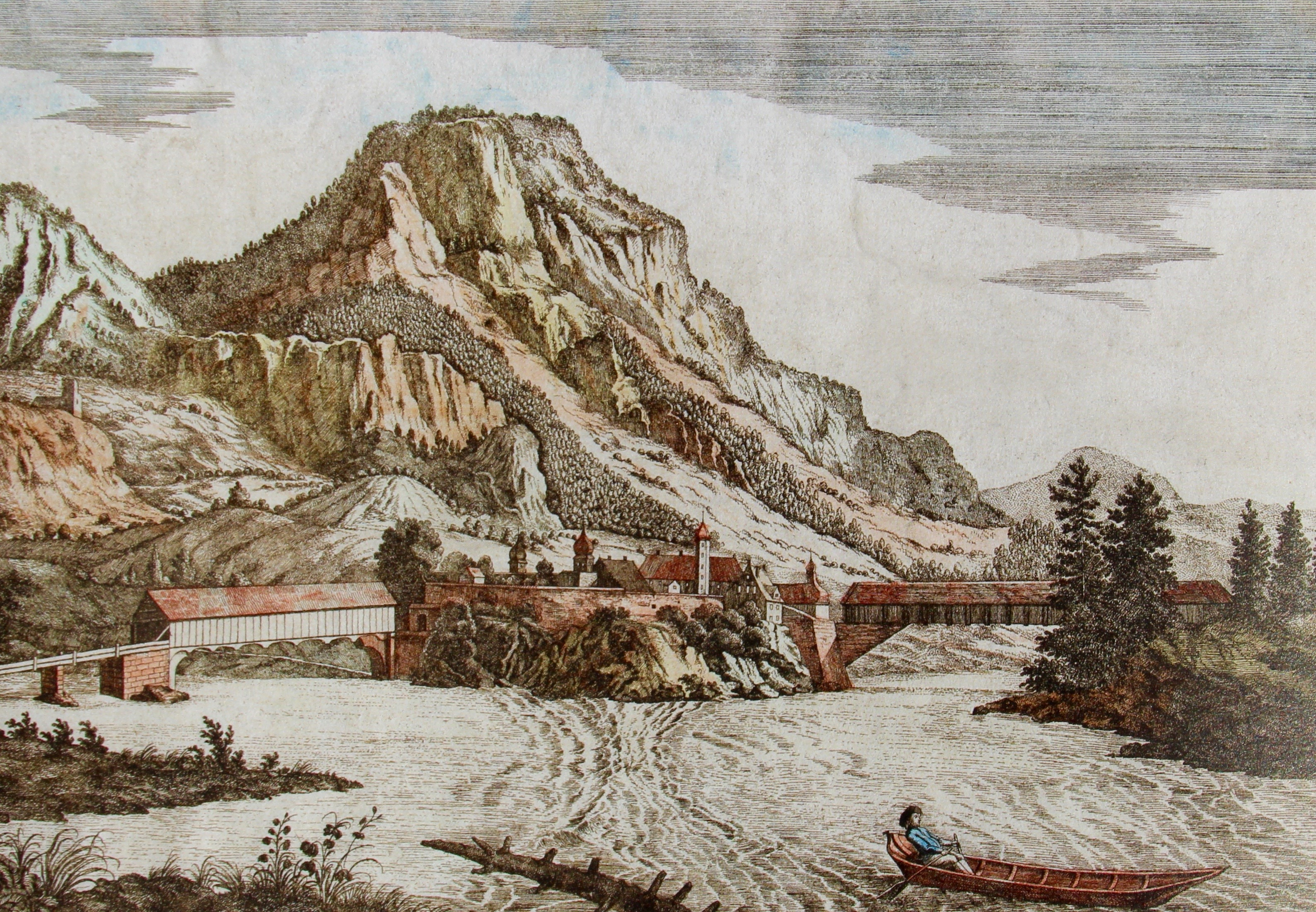
Pont de Reichenau

Ulrich Grubenmann, (1668 – 27 juin 1736) a passé toute sa vie à Gstalden, canton d'Appenzell Rhodes-Extérieures. Il a eu trois fils :
- Jakob Grubenmann[3] (10 janvier 1694 – 5 octobre 1758), mort à Hombrechtikon, canton de Zurich ;
- Johannes Grubenmann[4] (15 juin 1707 – 10 juin 1771), mort à Teufen ; 
  - Johannes Grubenmann le Jeune ( (1739 – vers 1810)
- Hans Ulrich Grubenmann (23 mars 1709 – 22 janvier 1783), mort à Teufen.